# Rego do Seijo
Rego do Seijo (en gallego y oficialmente, O Rego do Seixo) es una aldea española situada en la parroquia de Boimorto, del municipio de Boimorto, en la provincia de La Coruña, Galicia.

## Demografía
| Gráfica de evolución demográfica de Rego do Seixo entre 2000 y 2018 |
|                                                                     |
| Datos según el nomenclátor publicado por el INE.                    |